# Vasyl Tesmynetsky
Vasyl Petrovych Tesmynetsky –en ucraniano, Василь Петрович Тесьминецький– (12 de enero de 1979) es un deportista ucraniano que compitió en lucha libre. Ganó una medalla de bronce en el Campeonato Mundial de Lucha de 2005 y una medalla de bronce en el Campeonato Europeo de Lucha de 2009.

## Palmarés internacional
| Campeonato Mundial | Campeonato Mundial | Campeonato Mundial | Campeonato Mundial |
| Año                | Lugar              | Medalla            | Categoría          |
| ------------------ | ------------------ | ------------------ | ------------------ |
| 2005               | Budapest (Hungría) | Medalla de bronce  | 96 kg              |
| Campeonato Europeo |                    |                    |                    |
| Año                | Lugar              | Medalla            | Categoría          |
| 2009               | Vilna (Lituania)   | Medalla de bronce  | 120 kg             |